# Abschnittsbefestigung Burggraf

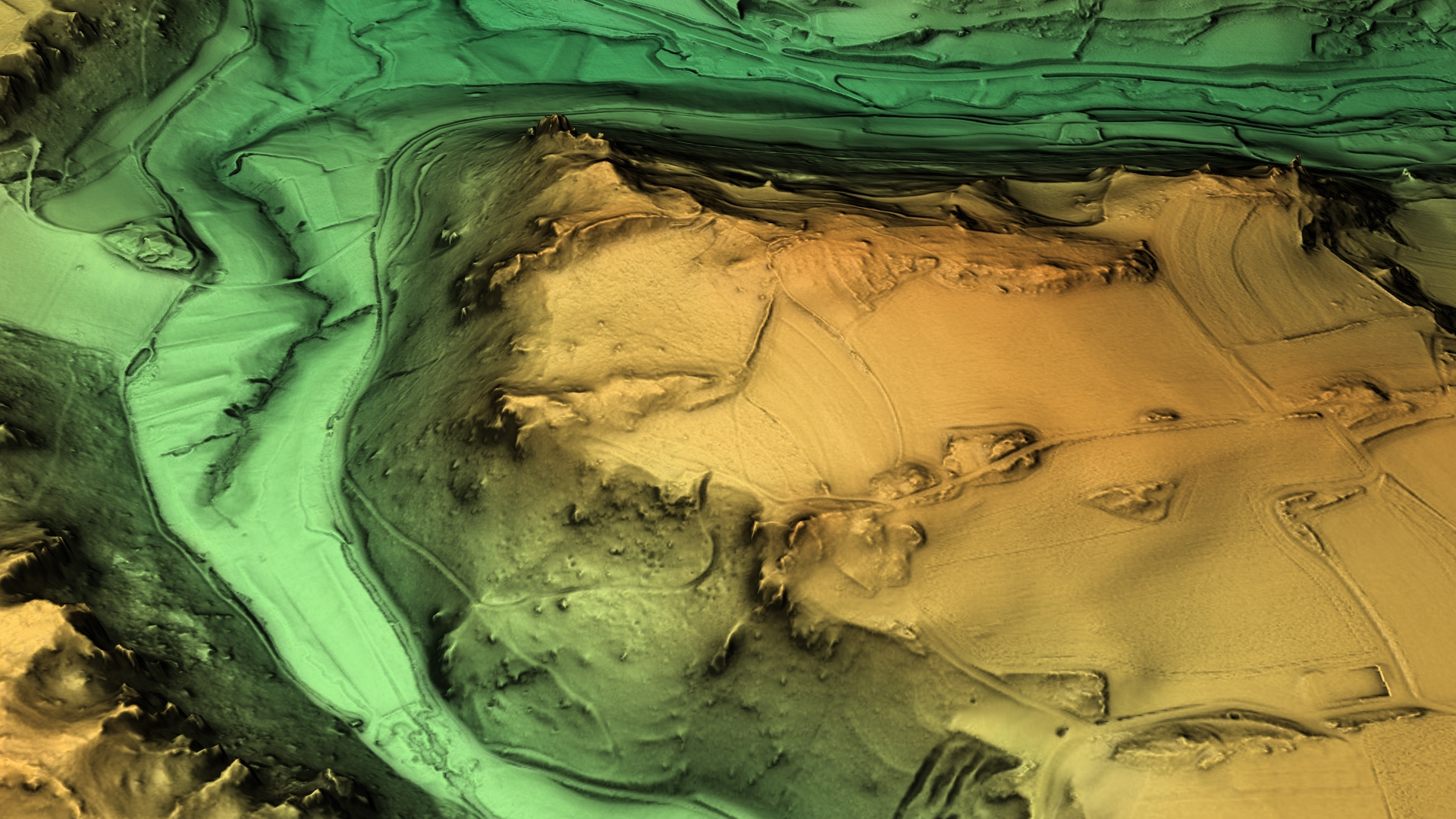
3D-Ansicht des digitalen Geländemodells

Die Abschnittsbefestigung Burggraf, auch Burggrafenstein  oder Furchste genannt, ist eine abgegangene vorgeschichtliche oder frühmittelalterliche Abschnittsbefestigung auf einem Bergsporn, der nördlich vom Trubachtal bei Untertrubach und westlich vom Großenoher Tal be Dörnhof begrenzt wird. Die Anlage liegt im Gemeindegebiet von Hiltpoltstein im Landkreis Forchheim in Bayern.
Von der 1417 als „Burgstall“ erwähnten Wallanlage mit Torgasse an der Südwestecke und vermutlich einer zweiten an der Südostseite sind noch Reste von zwei Abschnittswällen erhalten, für die ein prähistorischer Ursprung in der Urnenfelderzeit oder Hallstattzeit angenommen wird.

## Weblinks

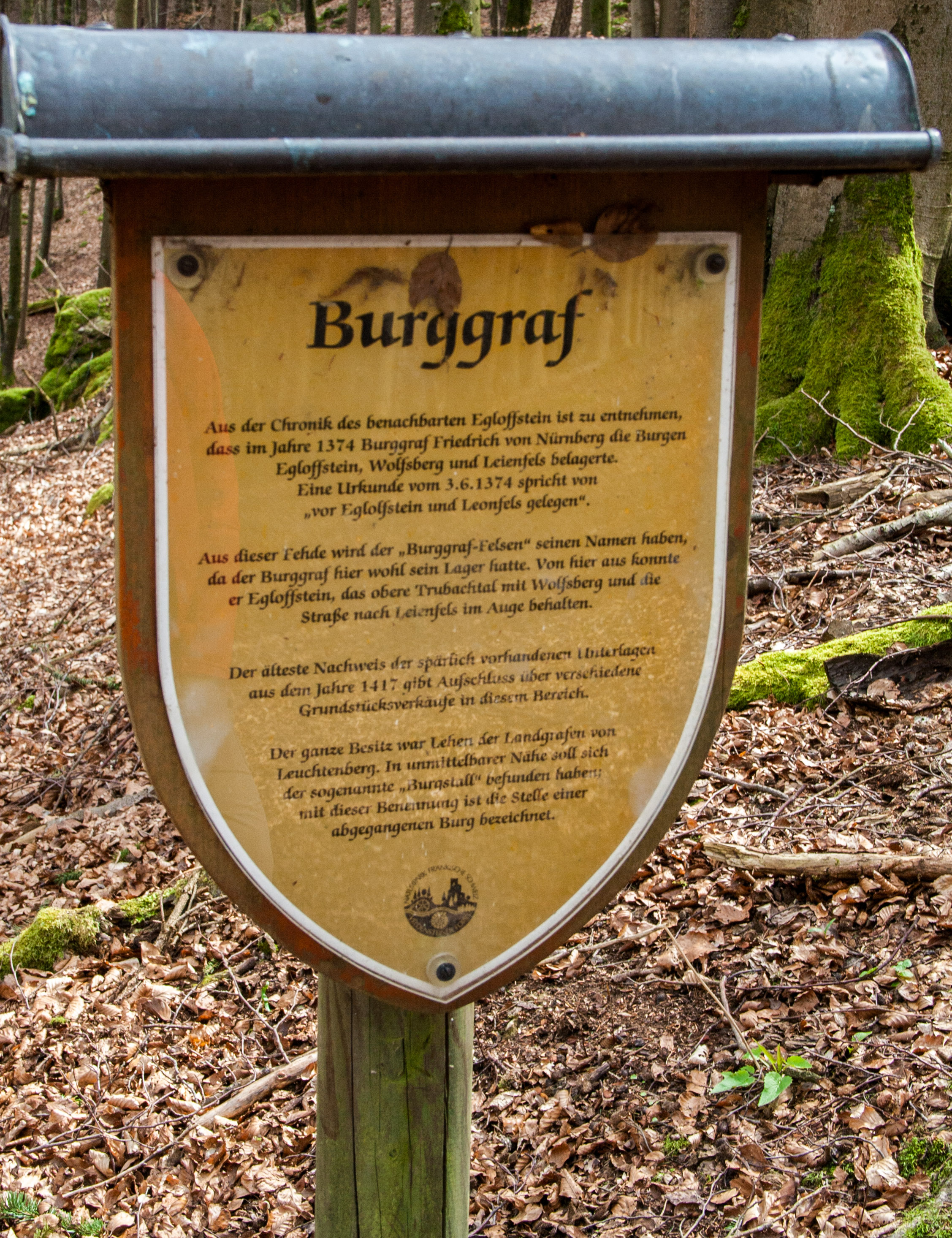
Infotafel Burggraf